# Проводящая ткань

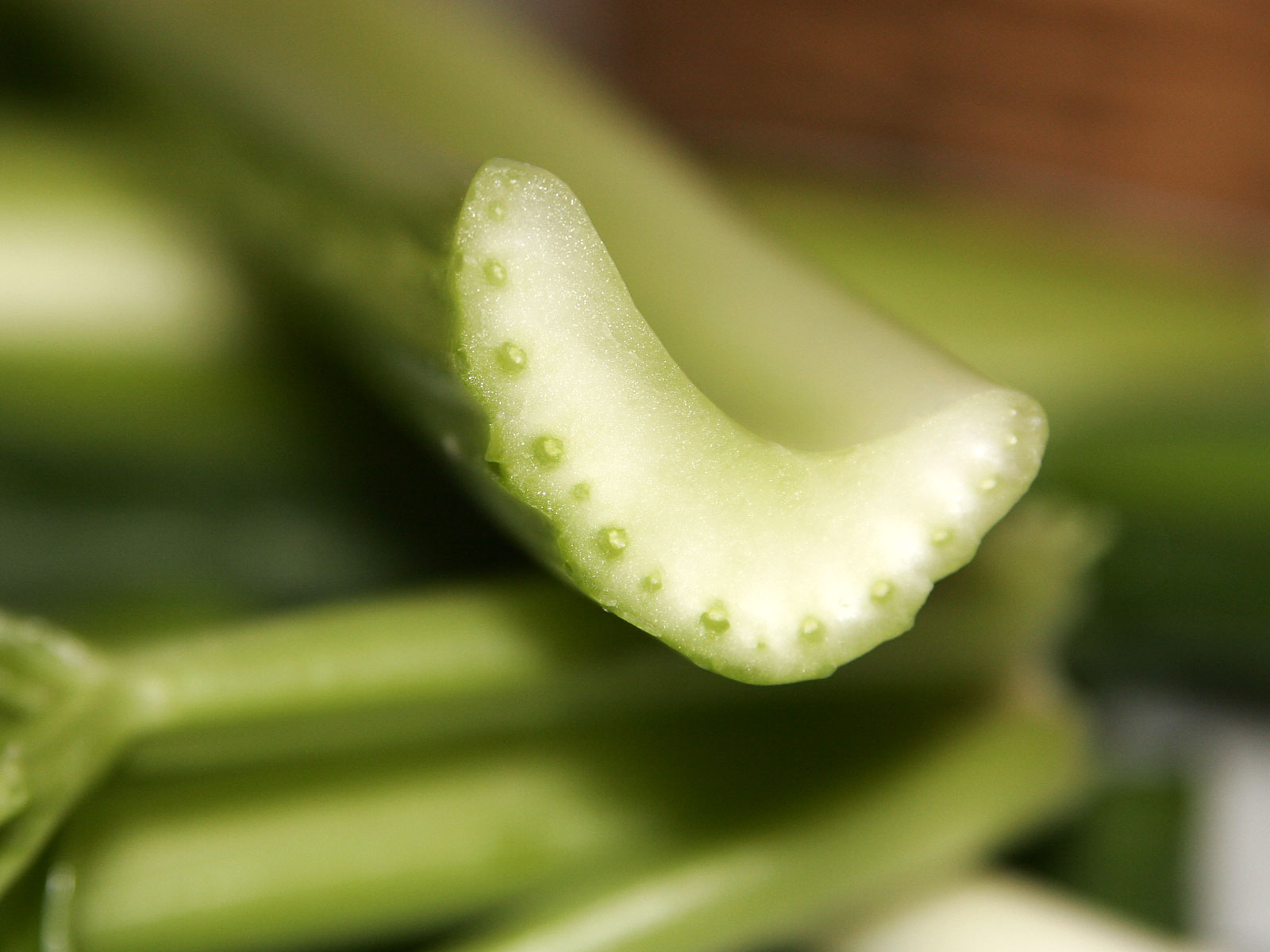
Сельдерей в разрезе. Видна как ксилема, так и флоэма

Проводящая ткань — вид тканей растений, служащих для передвижения по организму растворённых питательных веществ. У многих высших растений она представлена проводящими элементами (сосудами и ситовидными трубками). В стенках проводящих элементов есть поры и сквозные отверстия, облегчающие передвижение веществ от клетки к клетке.
Проводящая ткань образует в теле растения непрерывную разветвлённую сеть, соединяющую все его органы в единую систему — от тончайших корешков до молодых побегов, почек и кончиков листа.

## Происхождение

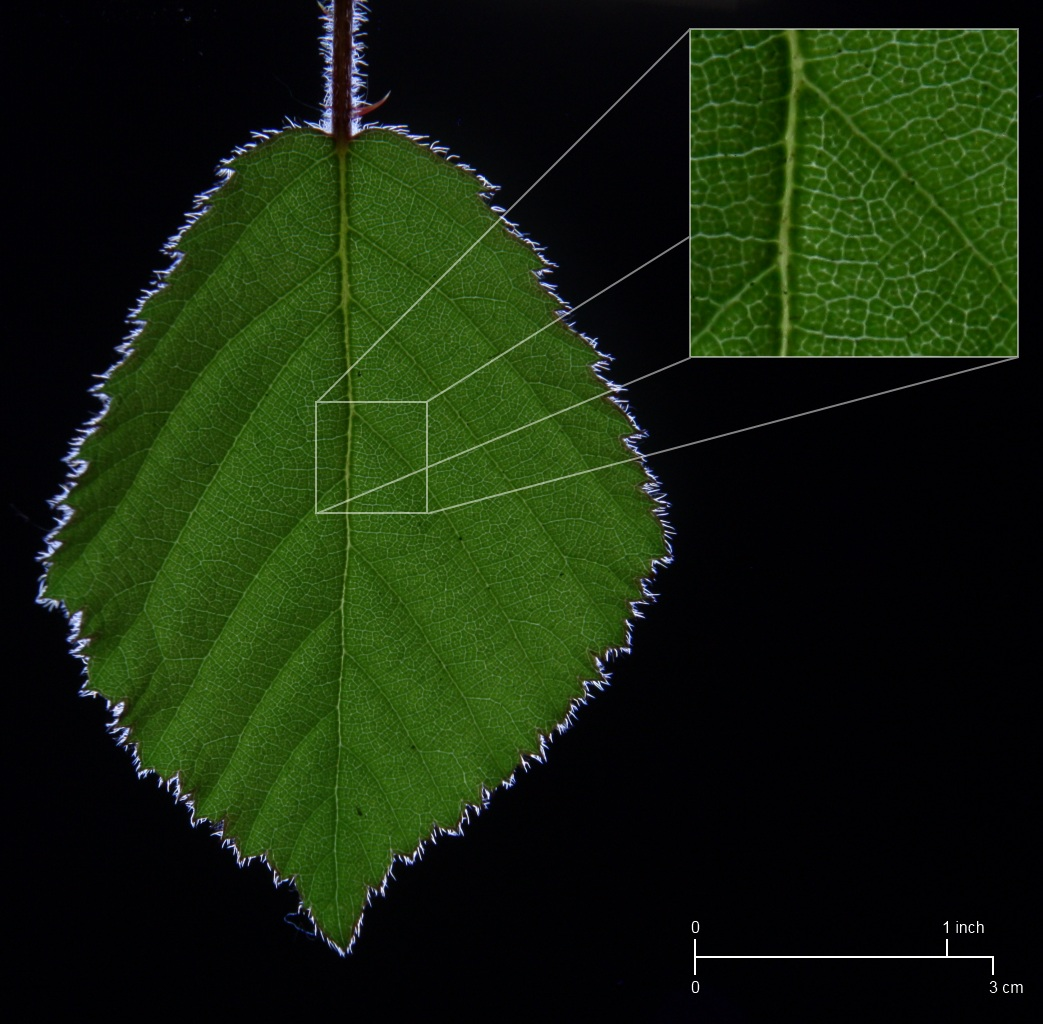
Сосудистая система листа

Учёные считают, что возникновение тканей связано в истории Земли с выходом растений на сушу. Когда часть растения оказалась в воздушной среде, а другая часть (корневая) — в почве, появилась необходимость доставки воды и минеральных солей от корней к листьям, а органических веществ от листьев к корням. Так в ходе эволюции растительного мира возникло два типа проводящих тканей — древесина и луб. По древесине (по трахеидам и сосудам) вода с растворёнными минеральными веществам поднимается от корней к листьям — это водопроводящий, или восходящий, ток. По лубу (по ситовидным трубкам) образовавшиеся в зелёных листьях органические вещества поступают к корням и другим органам растения — это нисходящий ток.

## Значение
Проводящие ткани растений — это ксилема (древесина) и флоэма (луб). По ксилеме (из корня в стебель) идёт восходящий ток воды с растворёнными в ней минеральными солями. По флоэме — более слабый и медленный ток воды и органических веществ.
Значение древесины
Ксилема, по которой идёт сильный и быстрый восходящий ток, образована мёртвыми, разными по величине клетками. Цитоплазмы в них нет, стенки одревеснели и снабжены многочисленными порами. Представляют собой цепочки из прилегающих друг к другу длинных мёртвых водопроводящих клеток. В местах соприкосновения у них имеются поры, по которым и передвигаются растворы из клетки в клетку по направлению к листьям. Так устроены трахеиды.
У цветковых растений появляются и более совершенные проводящие ткани — сосуды. В сосудах поперечные стенки клеток в большей или меньшей степени разрушаются. Таким образом, сосуды — это полые трубки, образованные множеством мёртвых трубчатых клеток (члеников). По таким сосудам растворы передвигаются ещё быстрее. Помимо цветковых, другие высшие растения имеют только трахеиды.
Значение луба
В силу того, что нисходящий ток более слабый, клетки флоэмы могут оставаться живыми. Они образуют ситовидные трубки — их поперечные стенки густо пронизаны отверстиями. Ядер в таких клетках нет, но они сохраняют живую цитоплазму. Ситовидные трубки остаются живыми недолго, чаще 2-3 года, изредка — 10-15 лет. На смену им постоянно образуются новые ситовидные трубки.

## Визуализация
Интересный метод визуализации проводящей системы деревьев предложили В. И. Иванов-Омский и Е. И. Иванова. Они использовали коронный разряд, или, точнее, эффект Кирлиана. Этим методом у осины, например, обнаружены эллипсовидные на срезе конгломераты сосудов.